# Аратта
Ара́тта — легендарная страна, упоминаемая в шумерской мифологии в связи с именами Энмеркара и Лугальбанды, двух ранних (полулегендарных) царей Урука, также упоминающихся в Списке царей Шумера. Аратта описывается в шумерской литературе как далёкая труднодоступная страна, сказочно богатое место, полное золота, серебра, лазурита и других драгоценностей, а также ремесленников, которые их изготавливают. Вопрос о том, существовала ли Аратта в реальности и где могла располагаться, остаётся дискуссионным среди исследователей.

## Роль в шумерской литературе
В шумерской литературе Аратта описывается следующим образом:
- это сказочно богатое место, где много золота, серебра, лазурита и других ценных материалов, а также много ремесленников, умеющих их обрабатывать[1].
- Аратта находится далеко (от Урука), до неё трудно добраться.
- это дом богини Инанны, которая позднее вместо Аратты начинает благоволить Уруку.
- Аратту завоевал Энмеркар из Урука.

### Основные упоминания
Энмеркар и Властелин Аратты — богиня Инанна живёт в Аратте, но Энмеркар из Урука нравится ей больше, чем повелитель Аратты, имя которого в эпосе не названо. Энмеркар захотел, чтобы Аратта подчинилась Уруку и отправляла в Урук на строительство храма камни, добытые в горах, а также продукты обработки золота, серебра и лазурита, вместе с рудой «кугмеа». Инанна предложила ему отправить в Аратту посла, который по дороге туда поднялся в горы Зуби и спустился с них, прошёл через Сузы, Аншан, а также «пять, шесть, семь» гор. В свою очередь, в обмен на эти товары Аратта потребовала зерна. Благосклонность Инанны переходит к Уруку, а полученное от Урука зерно приводит к тому, что люди Аратты начинают симпатизировать Уруку, поэтому правитель Аратты предлагает Энмеркару выставить силача на состязание с силачом из Аратты. Затем бог Ишкур способствует тому, чтобы посев Аратты дал урожай.
Энмеркар и Энсугирана — правитель Аратты, который назван по имени Эн-сугир-ана (или Энсукешданна), вызывает Энмеркара из Урука на состязание за руку богини Инанны, и в состязании его представитель побеждён. Гадатель советует ему, тем не менее, принудить Урук к подчинению, а советник говорит, что заставит Урук транспортировать его собственные товары через Аратту, направив туда флотилию. После этого гадатель наводит заклятие на животных Урука, но мудрая женщина отводит его заклятие, после чего Эн-Сугир-ана признаёт поражение и переход благосклонности богини Инанны к Энмеркару.
Лугальбанда в горной пещере — это легенда о Лугальбанде, которому предстоит стать наследником Энмеркара. Армия Энмеркара проходит через горные территории, чтобы воевать с восставшей Араттой. Лугальбанда заболел и его оставили в пещере, но он молится различным богам, выздоравливает и ищет обратную дорогу из гор.
Лугальбанда и птица Анзуд — Лугальбанда подружился с птицей Анзуд и просит её помочь ему найти армию, от которой он отстал. Когда армия Энмеркара встречает отпор, Лугальбанда вызывается вернуться в Урук, чтобы попросить о помощи богиню Инанну. Он переходит через горы, проходит по равнине, затем через Аншан и достигает Урука, где получает помощь от Инанны. Та советует Энмеркару вывезти принадлежащие Аратте «металлические изделия и кузнецов, каменные изделия и каменщиков», и все «плавильни Аратты будут его». Затем город описывается, как обладающий зубчатыми стенами из зелёного лазурита и кирпичей, выполненных из «касситерита, добытого в горах, где растёт кипарис».

### Второстепенные упоминания
- Хвалебная песнь в честь Шульги[6]: «Я наполнил его сокровищами, подобными тем, что есть в священной Аратте».
- Баржа Шульги и Нинлиля  Архивная копия от 5 июня 2011 на Wayback Machine: «Аратта, полная сокровищ».
- Пословицы  Архивная копия от 5 июня 2011 на Wayback Machine,  Архивная копия от 5 июня 2011 на Wayback Machine,  Архивная копия от 5 июня 2011 на Wayback Machine: «Когда власти мудры, а бедняки послушны, это результат благословения Аратты».
- Пословицы неизвестного происхождения  Архивная копия от 5 июня 2011 на Wayback Machine: «Когда власти мудры, а бедняков обходят мимо, это результат благословения Аратты».
- Гимн Хендурсанге (Хендурсанга A) Архивная копия от 5 июня 2011 на Wayback Machine: «Так что Аратта будет одолена (?), и Лугальбанда стоит в ожидании Ваших (Хендурсанги) приказаний».
- Гимн Нисабе (Нисаба A) Архивная копия от 5 июня 2011 на Wayback Machine: «В Аратте он (Энки?) поставил Э-загин (E-zagin, лазуритовый храм) в её (Нисабы) распоряжение».
- Сооружение храма Ниннгирсу  Архивная копия от 5 июня 2011 на Wayback Machine: «чистый, как Кеш и Аратта».
- Tigi к Суэну (Нанна I)  Архивная копия от 5 июня 2011 на Wayback Machine: «святыня моего сердца, которую я (Нанна) основала в радости, как Аратту»
- Инанна и Ибех  Архивная копия от 5 июня 2011 на Wayback Machine: «недоступная горная цепь Аратта»
- Гильгамеш и Хувава (версия B) Архивная копия от 5 июня 2011 на Wayback Machine: «они знают дорогу даже в Аратту»
- Храмовые гимны  Архивная копия от 5 июня 2011 на Wayback Machine: Аратта — «уважаемая»
- Гимн храма в Кеше  Архивная копия от 5 июня 2011 на Wayback Machine: Аратта — «важная»
- Плач об Уре  Архивная копия от 5 июня 2011 на Wayback Machine: Аратта — «весомый (советчик)»

## Гипотезы о местонахождении
Хотя Аратта известна только из мифа, некоторые ассириологи и археологи высказывали гипотезы о месте её нахождения, опираясь на данные мифов:
1. путешествующие по суше, чтобы добраться до Аратты, должны пройти через Сузы и горный регион Аншан.
2. Аратта является источником, или как минимум имеет доступ, к драгоценным камням, в частности, к лазуриту, которые обрабатываются в этой стране.
3. из Урука туда можно добраться по воде, хотя она находится далеко от Урука.
4. в то же время, она находилась от него достаточно близко, чтобы туда могло добраться шумерское войско в условиях XXVII века до н. э.
5. Аратта находилась на севере от Урука.

Известный американский шумеролог Самуэль Крамер в своём труде 1963 года писал, что Аратта, возможно, была расположена на северо-востоке Ирана в районе Каспийского моря. При этом далее в той же книге в результате разбора источников об Аратте Крамер уточняет, что страна располагалась «в непосредственной близости от озера Урмия, а возможно, и ещё восточнее».
В других работах рассматривается древняя дорога, по которой шла торговля драгоценными камнями, «Великая Хорасанская дорога» из Гималаев, поскольку единственным источником лазурита в древнем мире был Бадахшан в Афганистане, откуда путь в Месопотамию проходил через север Ирана.
Аншан, который к тому времени ещё не был локализован, исследователи первоначально искали в центральной части горного массива Загрос. Однако, когда Аншан был отождествлён с Талли-Мальяном в 1973 г., то оказалось, что он находился в 600 км к юго-востоку от Урука, достаточно далеко от любой из северных сухопутных или водных дорог, идущих из Урука, что делало невозможным для шумерской армии XXVII века до н. э. пройти 550 км по территории Элама ради войны с Араттой.
В ряде гипотез высказывались предположения о локализации Аратты в восточном Иране. Иранский археолог Юсеф Маджидзаде предполагал, что открытая в начале XXI века джирофтская культура могла быть Араттой.
Другие исследователи предлагали отождествить с Араттой санскритский топоним Āraṭṭa или Arāṭṭa, упоминаемый в Махабхарате и других текстах.
По мнению Артака Мовсисяна, в ассиро-вавилонских источниках XIII—IX вв. до н. э. можно наблюдать эволюцию названия Урарту, возникшего от названия Аратта: при помощи добавления топонимической частицы -ri, или суффикса -ro, затем перестановкой звука -r оно получило свою окончательную форму — Aratri (Uratri/u) > Ararti/u (Urartu). Схожая гипотеза, указывающая на прямую принадлежность Аратты к Урарту, несостоятельна, по причине того, что самые известные эпические тесты об Аратте на много веков старше возникновения государственности Урарту.
Ассириологи из-за отсутствия каких-либо доказательств существования Аратты, кроме месопотамским текстов, восходящих к шумерской мифологии, до настоящего времени рассматривают Аратту как чисто мифический объект. К 1973 году среди археологов сложилось мнение, что миф об Аратте не подтверждён археологическими свидетельствами, и в 1978 году Хансман выступал с предостережениями против спекуляций об Аратте:

Что касается Аратты, по поводу которой до настоящего времени отсутствуют надписи или тексты, указывающие на то или иное местонахождение, механика идентификации в значительной мере зависит от индуктивного исследования. В лучшем случае подобные методы дают указания на то, какое из (вероятных) мест можно считать допустимым или возможным. Тем не менее, на подобные допущения нельзя чрезмерно полагаться, поскольку тогда гипотеза становится скорее субъективной, чем объективной.